# 爻
爻，本義是「交」、「效」，縱橫之交、陰陽（兩儀）之交，「效」則是通過「交」所產生的「效用」，可以通過全局計算來衡量，依不同方法、體系、定位立極，有相應不同解釋。

爻（陰爻、陽爻）的示意圖

《易经》八卦中有两个符号，一个是“⚊”，另一个是“⚋”。在《易经》中并没有“阴阳”二字，数百年后的《易传》才把“⚊”叫阳爻，把“⚋”叫阴爻。八卦是以阴阳符号反映客观现象。二爻的本义是什么，有多种看法。 周文王认为，「爻」，皎也。一指日光，二指月光，三指交会（日月交会投射）。「爻」代表着阴阳气化，由于「爻」之动而有卦之变，故「爻」是气化的始祖。「⚊」性刚属阳，「⚋」性柔属阴。万物的性能即由这阴阳二气演化而来。
六爻，既可以指从下向上排列的六个阴阳符号的组合，也泛指借用这种组合进
行预测的方法。
初爻加二三爻成一个“卦”，称为“内卦”，也稱為「下卦」；四五爻加六爻成另一个“卦”，称为“外卦”，也稱為「上卦」。三爻構成一個單卦（如：八卦），兩個單卦（六爻）合成一組重卦（如：六十四卦），畫卦象時，由初爻往上畫起。
在最下面的符号称为「初爻」，最上面的符号称为“上爻”，其间从下向上依次为二三四五爻。阳爻「⚊」（一长横）又称「九」，阴爻「⚋」（两短横，中间有空格）又称「六」，如果初爻是阳爻，那么初爻也可以说成“初九”；如果“上爻”是阴爻，那么“上爻”也可以说成“上六”。
奇數即為陽數，偶數則為陰數。若不符合，將卜出凶（是好是壞要配合整個卦作解釋）。「九」數字最大，「上九」為大凶（第六爻卻是陽），若是「九五」則大吉。
易經爻辭既然由周公集合國家眾人之力完成，其目的應為應與施政或國事的卜卦有關。流傳到民間巫師用易經占卜是以蓍草起卦，就易經的卦、爻辭占斷，當代術家通行的易占則是運用文王課和梅花易数两种不同方法，文王課會運用纳甲将六个爻结合天干地支五行六亲世应及神煞等众多因素来预测，而梅花易数比较简便，主要依据内外卦、体用卦、互变卦及爻辞等来预测。

## 符號編碼
| 標記 | Unicode | JIS X 0213 | HTML             | 名稱              |
| ---- | ------- | ---------- | ---------------- | ----------------- |
| ⚊    | U+268A  |            | &#x268A; &#9866; | MONOGRAM FOR YANG |
| ⚋    | U+268B  |            | &#x268B; &#9867; | MONOGRAM FOR YIN  |

## 参看
- 周易
- 太極
- 四象
- 八卦
- 六十四卦
- 文王课
- 爻部

## 外部連結
- Unihan Database - U+723B （页面存档备份，存于）

1. ↑  .   [2024-05-14]. （原始内容存档于2024-05-14）.